# 南京市金陵汇文学校

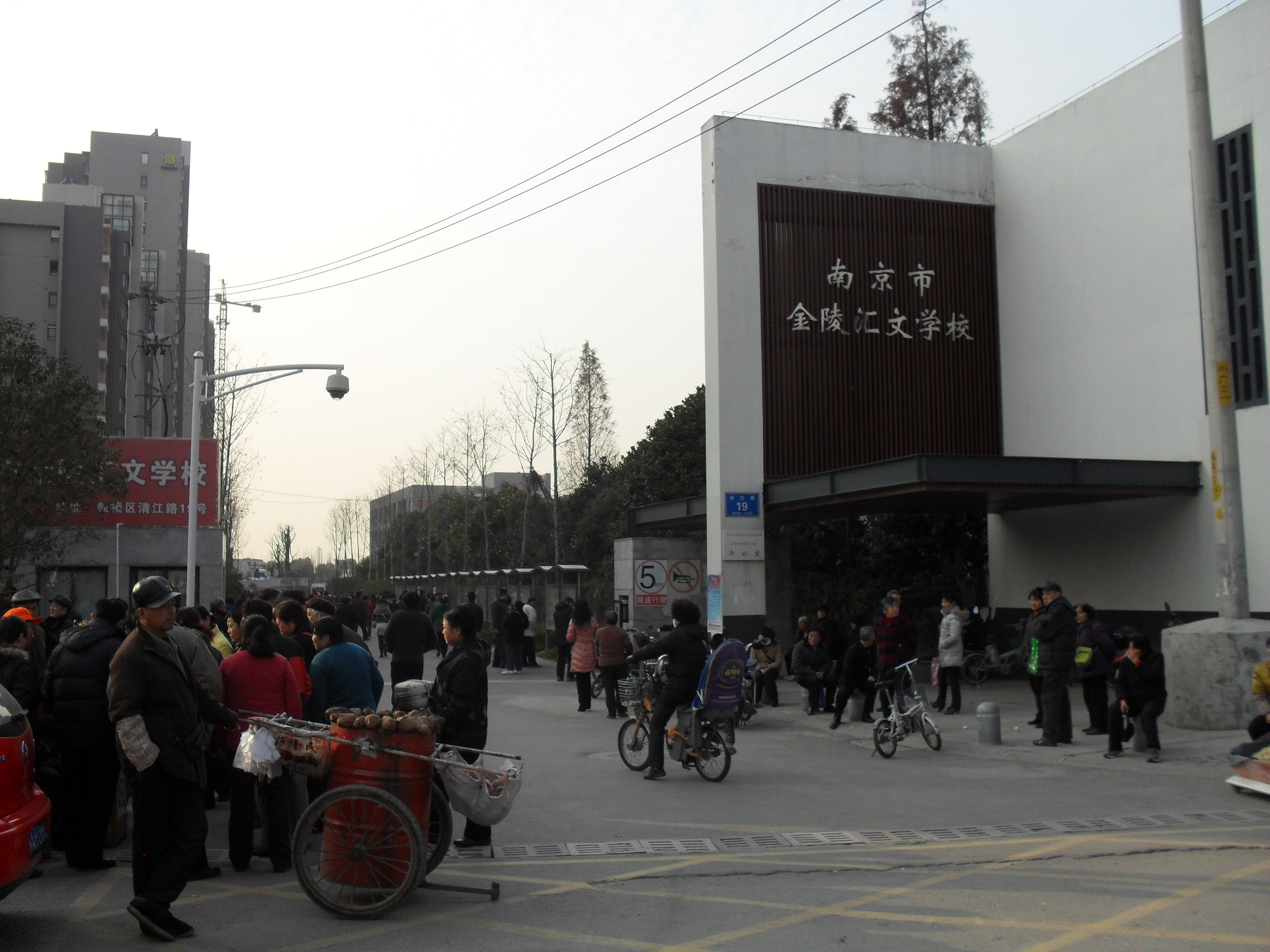
金陵汇文学校校门

南京市金陵汇文学校建立于2008年，是一所位於中華人民共和國南京市的小学和初級中學，由鼓楼区政府投资兴建，南京市金陵中学和拉萨路小学实施办学。南京市金陵汇文学校是南京市为数不多的九年制公办学校，是金陵中学高中部的优质生源基地。这所高起点、高品味、高期望、高质量的学校坐落于浩瀚的长江之滨，校园环境优美、典雅。学校因金陵中学的前身——美国基督教会美以美会于1888年创办的汇文书院而得名，传承百年金中丰厚的文化底蕴，以“汇”为核心文化理念，融汇天下文化之精华，致力于培养德智体美全面发展，具有国际视野，具备融汇整合创新能力的国家栋梁之材。
- 2008年9月开学

南京金陵汇文小学部目前共有64个班级，在校学生2800余人，在编教师140余人，区级及以上骨干教师70余人。